# Sabello
Sabello è un personaggio della Pharsalia di Lucano. Esso è uno dei soldati di Catone Uticense del quale viene descritta la morte durante l'attraversamento del deserto libico (il Sahara).
In particolare Sabello venne morso da un serpente e iniziò a dissolversi fino a essere ridotto in cenere.
Dante Alighieri lo cita nell'Inferno (XXV, v. 95) a proposito delle metamorfosi tra dannati della bolgia dei ladri e serpenti, accanto a Nasidio, che ebbe una simile sorte.